# Faisal Antar
Faisal Antar (arabe : فيصل عنتر), né le 20 décembre 1978 à Freetown en Sierra Leone, est un joueur de football international libanais, qui évoluait au poste de défenseur.

## Biographie

### Carrière en sélection
Faisal Antar reçoit 31 sélections en équipe du Liban, inscrivant trois buts, entre 1998 et 2007.
Il dispute six matchs lors des éliminatoires du mondial 2002, trois matchs lors des éliminatoires du mondial 2006, et enfin deux matchs lors des éliminatoires du mondial 2010. Il inscrit trois buts lors de ces éliminatoires.
Il participe avec l'équipe du Liban à la Coupe d'Asie des nations 2000 organisée dans son pays natal.

## Palmarès
| Tadamon Tyr - Coupe du Liban (1) : - Vainqueur : 2000-01. |  | Tripoli SC - Coupe du Liban : - Finaliste : 2004-05. |  | Tadamon Tyr - Coupe du Liban (1) : - Vainqueur : 2007-08. - Supercoupe du Liban : - Finaliste : 2008. |